# Калайджиево
Калайджиево (болг. Калайджиево) — село в Болгарии. Находится в Кырджалийской области, входит в общину Крумовград. Население составляет 10 человек.

## Политическая ситуация
В местном кметстве Синигер, в состав которого входит Калайджиево, должность кмета (старосты) исполняет Нури Хасан Осман (Движение за права и свободы (ДПС)) по результатам выборов.
Кмет (мэр) общины Крумовград — Себихан Керим Мехмед (Движение за права и свободы (ДПС)) по результатам выборов.